# Эон (философия)
Эо́н (др.-греч. Αἰών от др.-греч. αἰών — «вечность») — в гностической терминологии духовные существа — эманации Божества, «заполняющие пространство», разделяющее Бога и мир. Совокупность («сонм») эонов именуется Плеромой (от др.-греч. πλήρωμα — «наполнение, полнота, множество») — термином греческой философии, одним из центральных понятий гностицизма, обозначающим божественную полноту. Истекая из Божества, они властвуют над определённой мировой эпохой и мировым порядком.
По ряду признаков («посредническая» позиция между Богом и миром, иерархическая организация) гностические эоны сближаются с иудео-христианскими ангелами, однако не тождественны им. В ряде систем (в частности, у Валентина) иерархию эонов формируют пары («сизигии») мужских и женских эонов (Хаос — Идея, Разум — Истина и далее). Появление материального мира связывается (прежде всего в валентинизме) со своеобразным «грехопадением» последнего эона (Софии), нарушившей целостность плеромы и исторгнутой из неё.

## Эоны в Библии
Термин "эон" в значении век нередко используется как в Евангелиях, так и в Посланиях апостолов. Эон становится местом проявления Бога (Мф. 6:13). "Эон сей" (νῦν αἰῶνι) противопоставляется веку будущему (Мф. 12:32), причем упоминается и "кончина" (συντέλεια) эона сего (Мф. 13:39). Эон может иметь и "сынов" (Мф. 20:34).

## Система Валентина

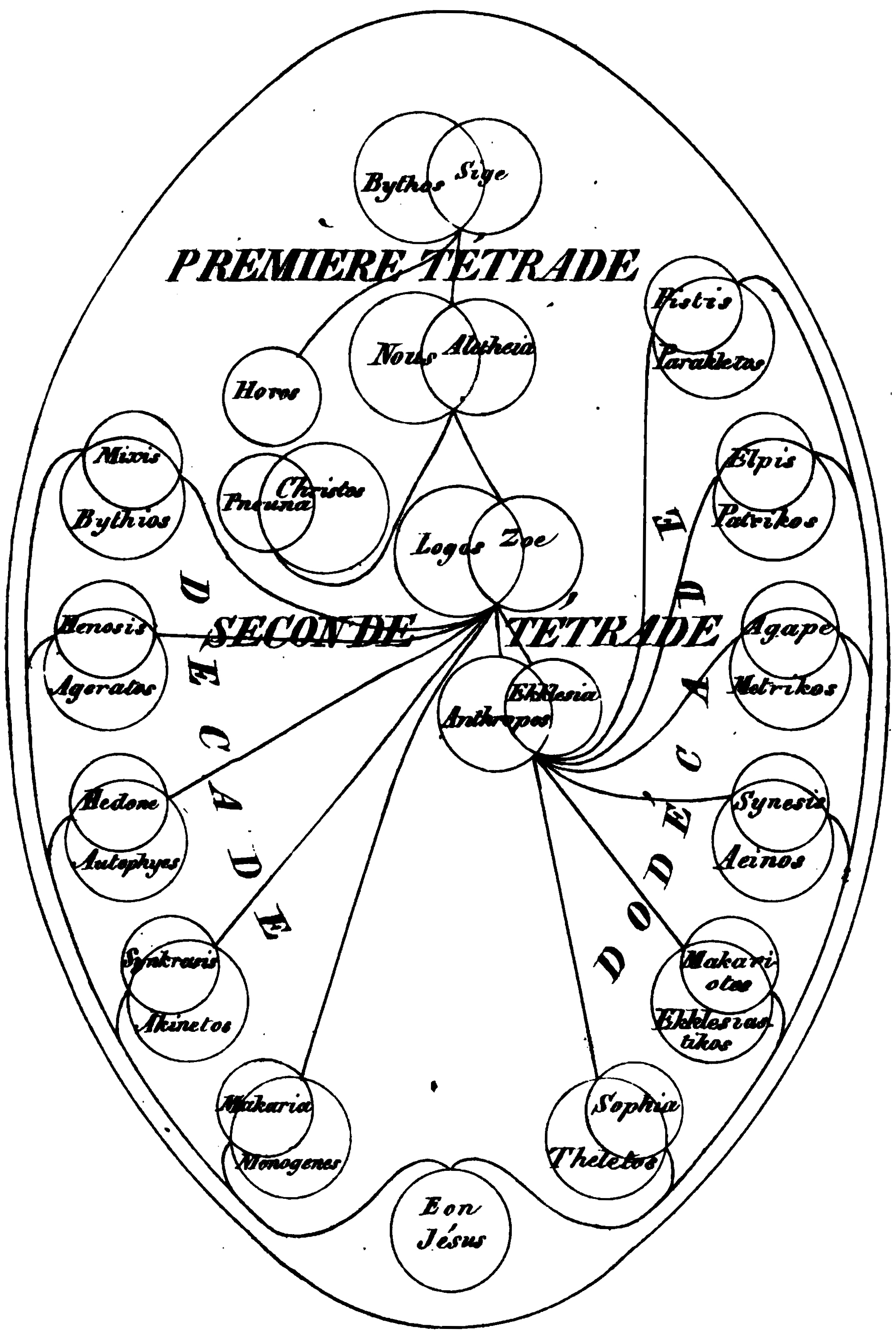
Плерома по Валентину, илл. «Истории гностицизма» француза Жака Маттера, 1843

Наиболее разработанную систему эонов предложил Валентин (II век). Совокупность эонов (άιώνες) образуют абсолютное бытие Плерому (греч. πλήρομα). 
1. Глубина или Вифос (греч. Βύθος) является старейшим и изначальным эоном, также называемым Первоначалом (Ireneus, Contra Haer. I.1.)
2. Молчание (Σιγή) — обратная сторона Глубины, также называемая Мыслью или Благодатью (Харис). Вместе они образуют первую пару или сизигию.
3. Ум (греч. Νοΰς, Нус), также называемый Единородным.
4. Истина (греч. Άλήθεια) образует пару Уму. Вместе с первой парой они образуют Четверицу (Тетрада или квадрига).
5. Смысл (греч. Λόγος) образован второй парой Ума и Истины.
6. Жизнь (греч. Ζωή) образует пару Логосу.
7. Человек (греч. Άνθρωπος, Антропос) образован третьей парой Логоса и Жизни.
8. Церковь, то есть общество (греч. Έκκλησία)[2] образует пару с Человеком.

Эти четыре пары (сизигии): Глубина и Молчание, Ум и Истина, Смысл и Жизнь, Человек и Церковь, составляют совершенную восьмёрку (огдоаду), которая, не из недостатка или потребности, а по избытку внутреннего довольства и для нового прославления Первоотца, производит еще 22 эона: 
Пара Смысл и Жизнь, породив пару Человек-Церковь, производит еще 10 эонов (Ireneus, Contra Haer. I.2.): 
1. Битос, Глубинность
2. Миксис, Смешение
3. Агератосъ, Нестарение
4. Энозис, Единение
5. Автофиес, Самородность
6. Гедоне, Удовольствие
7. Акинетос, Неподвижность
8. Синкразис, Сорастворение
9. Моногенес, Единородный
10. Макариа, Блаженство

Пара Человек и Церковь произвела ещё "12 эонов": 
1. Параклет, Утешитель
2. Пистис, Вера
3. Патрикосъ, Отчий
4. Элпис, Надежда
5. Метрикос, Материнский
6. Агапе, Любовь
7. Аинус, Вечный ум
8. Синезис, Сближение
9. Экклезиастикус
10. Макариотес
11. Телет (Θελητός), Желание
12. София, Мудрость

Все вместе (8+10+12) — "30 эонов" (Ireneus, Contra Haer. I.3.) — составляют выраженную полноту абсолютного бытия — Плерому.
Последний из тридцати — женский эон, София — возгорается пламенным желанием непосредственно знать или созерцать Первоотца — Глубину. Такое непосредственное знание Первоначала свойственно только его прямому произведению (προβολή) — Единородному Уму; прочие же эоны участвуют в абсолютном ведении Глубины лишь посредственно, по чину своего происхождения, через своих производителей, а женские эоны, сверх того, обусловлены и своими мужскими коррелятами. Но София, презревши как своего супруга Желанного, так и всю иерархию двадцати семи эонов, устремляется в бездну несказанной сущности. Невозможность её проникнуть, при страстном желании этого, повергли Софию в состояние недоумения, печали, страха и изумления, и в таком состоянии она произвела соответственную ему сущность — неопределенную, безвидную и страдательную. 
Помимо 30 эонов существует еще 31-й эон: вечный Предел (Όρος), который всё приводит в должный порядок и называется также Очистителем, Воздаятелем и Крестом (Ireneus, Contra Haer. I.4.). У него нет пары и он является производным Единородного Ума. Орос исключил из Плеромы бесформенное чадо Софии, её объективированное страстное желание (Ένθύμησις), а Софию восстановил на прежнем месте в Плероме.
Далее Единородный Ум производит 32 и 33 эоны: Христа и Святого Духа (Ireneus, Contra Haer. I.5.). Первый научил всех эонов различать в Первоотце его непостижимое от постижимого, а также сообщил им закон последовательности и сочетания эонов; Дух Святой, с другой стороны, открыл им их существенное тождество, в силу которого все в каждом и каждый во всех. Утешенные, успокоенные и обрадованные этим откровением, эоны проявили на деле свою солидарность, произведя сообща, из лучших своих сил совокупный Плод Плеромы и соборный Дар её Первоотцу — эона Иисуса или Спасителя. Он же, как от всех происшедший, называется Все (Πάν).

### 30 эонов Плеромы
Тридцать эонов вместе составляют Плерому  — выраженную полноту абсолютного бытия (то есть сущего Бога, выразившего себя в материи).
|  |  |  |  |  |  |  |  |                             |                             |                             |                             | Огдоада (8) 4 сизигии (пары) | | | | | |                             |                             |                             |                             |  |  |                                                                                                |                                                                                                |                                                                                                |                                                                                                |                                                                                                |                                                                                                |  |  |
|  |  |  |  |  |  |  |  | Глубина (греч. Βύθος)       | Глубина (греч. Βύθος)       | Глубина (греч. Βύθος)       | Глубина (греч. Βύθος)       | Глубина (греч. Βύθος) | Глубина (греч. Βύθος) | | | Молчание (Σιγή) | Молчание (Σιγή) | Молчание (Σιγή)             | Молчание (Σιγή)             | Молчание (Σιγή)             | Молчание (Σιγή)             |  |  |                                                                                                |                                                                                                |                                                                                                |                                                                                                |                                                                                                |                                                                                                |  |  |
|  |  |  |  |  |  |  |  | Глубина (греч. Βύθος)       | Глубина (греч. Βύθος)       | Глубина (греч. Βύθος)       | Глубина (греч. Βύθος)       | Глубина (греч. Βύθος) | Глубина (греч. Βύθος) | | | Молчание (Σιγή) | Молчание (Σιγή) | Молчание (Σιγή)             | Молчание (Σιγή)             | Молчание (Σιγή)             | Молчание (Σιγή)             |  |  |                                                                                                |                                                                                                |                                                                                                |                                                                                                |                                                                                                |                                                                                                |  |  |
|  |  |  |  |  |  |  |  | Ум (Νοΰς/нус)               | Ум (Νοΰς/нус)               | Ум (Νοΰς/нус)               | Ум (Νοΰς/нус)               | Ум (Νοΰς/нус) | Ум (Νοΰς/нус) | | | Истина (Άλήθεια) | Истина (Άλήθεια) | Истина (Άλήθεια)            | Истина (Άλήθεια)            | Истина (Άλήθεια)            | Истина (Άλήθεια)            |  |  |                                                                                                |                                                                                                |                                                                                                |                                                                                                |                                                                                                |                                                                                                |  |  |
|  |  |  |  |  |  |  |  | Ум (Νοΰς/нус)               | Ум (Νοΰς/нус)               | Ум (Νοΰς/нус)               | Ум (Νοΰς/нус)               | Ум (Νοΰς/нус) | Ум (Νοΰς/нус) | | | Истина (Άλήθεια) | Истина (Άλήθεια) | Истина (Άλήθεια)            | Истина (Άλήθεια)            | Истина (Άλήθεια)            | Истина (Άλήθεια)            |  |  |                                                                                                |                                                                                                |                                                                                                |                                                                                                |                                                                                                |                                                                                                |  |  |
|  |  |  |  |  |  |  |  | Смысл (Λόγος/логос)         | Смысл (Λόγος/логос)         | Смысл (Λόγος/логос)         | Смысл (Λόγος/логос)         | Смысл (Λόγος/логос) | Смысл (Λόγος/логос) | | | Жизнь (Ζωή) | Жизнь (Ζωή) | Жизнь (Ζωή)                 | Жизнь (Ζωή)                 | Жизнь (Ζωή)                 | Жизнь (Ζωή)                 |  |  |                                                                                                |                                                                                                |                                                                                                |                                                                                                |                                                                                                |                                                                                                |  |  |
|  |  |  |  |  |  |  |  | Смысл (Λόγος/логос)         | Смысл (Λόγος/логос)         | Смысл (Λόγος/логос)         | Смысл (Λόγος/логос)         | Смысл (Λόγος/логос) | Смысл (Λόγος/логос) | | | Жизнь (Ζωή) | Жизнь (Ζωή) | Жизнь (Ζωή)                 | Жизнь (Ζωή)                 | Жизнь (Ζωή)                 | Жизнь (Ζωή)                 |  |  |                                                                                                |                                                                                                |                                                                                                |                                                                                                |                                                                                                |                                                                                                |  |  |
|  |  |  |  |  |  |  |  | Человек (Άνθρωπος/антропос) | Человек (Άνθρωπος/антропос) | Человек (Άνθρωπος/антропос) | Человек (Άνθρωπος/антропос) | Человек (Άνθρωπος/антропос) | Человек (Άνθρωπος/антропос) | | | Церковь/общество (Έκκλησία) | Церковь/общество (Έκκλησία) | Церковь/общество (Έκκλησία) | Церковь/общество (Έκκλησία) | Церковь/общество (Έκκλησία) | Церковь/общество (Έκκλησία) |  |  | + Декада (10)                                                                                  | + Декада (10)                                                                                  | + Декада (10)                                                                                  | + Декада (10)                                                                                  | + Декада (10)                                                                                  | + Декада (10)                                                                                  |  |  |
|  |  |  |  |  |  |  |  | Человек (Άνθρωπος/антропос) | Человек (Άνθρωπος/антропос) | Человек (Άνθρωπος/антропос) | Человек (Άνθρωπος/антропос) | Человек (Άνθρωπος/антропос) | Человек (Άνθρωπος/антропос) | | | Церковь/общество (Έκκλησία) | Церковь/общество (Έκκλησία) | Церковь/общество (Έκκλησία) | Церковь/общество (Έκκλησία) | Церковь/общество (Έκκλησία) | Церковь/общество (Έκκλησία) |  |  | + Декада (10)                                                                                  | + Декада (10)                                                                                  | + Декада (10)                                                                                  | + Декада (10)                                                                                  | + Декада (10)                                                                                  | + Декада (10)                                                                                  |  |  |
|  |  |  |  |  |  |  |  |                             |                             |                             |                             | Додекада (12) Параклет (Paraclêtos) — Пистис (Pistis) Patrikos — Elpis Mêtrikos — Agapê Aeinous — Synesis Ekklêsiastikos — Makariotês Желанный (Θελητός) — София (Σοφια) | Додекада (12) Параклет (Paraclêtos) — Пистис (Pistis) Patrikos — Elpis Mêtrikos — Agapê Aeinous — Synesis Ekklêsiastikos — Makariotês Желанный (Θελητός) — София (Σοφια) | Додекада (12) Параклет (Paraclêtos) — Пистис (Pistis) Patrikos — Elpis Mêtrikos — Agapê Aeinous — Synesis Ekklêsiastikos — Makariotês Желанный (Θελητός) — София (Σοφια) | Додекада (12) Параклет (Paraclêtos) — Пистис (Pistis) Patrikos — Elpis Mêtrikos — Agapê Aeinous — Synesis Ekklêsiastikos — Makariotês Желанный (Θελητός) — София (Σοφια) | Додекада (12) Параклет (Paraclêtos) — Пистис (Pistis) Patrikos — Elpis Mêtrikos — Agapê Aeinous — Synesis Ekklêsiastikos — Makariotês Желанный (Θελητός) — София (Σοφια) | Додекада (12) Параклет (Paraclêtos) — Пистис (Pistis) Patrikos — Elpis Mêtrikos — Agapê Aeinous — Synesis Ekklêsiastikos — Makariotês Желанный (Θελητός) — София (Σοφια) |                             |                             |                             |                             |  |  | Bythios — Mixis Agêratos — Henôsis Autophyês — Hêdonê Akinêtos — Syncrasis Monogenês — Makaria | Bythios — Mixis Agêratos — Henôsis Autophyês — Hêdonê Akinêtos — Syncrasis Monogenês — Makaria | Bythios — Mixis Agêratos — Henôsis Autophyês — Hêdonê Akinêtos — Syncrasis Monogenês — Makaria | Bythios — Mixis Agêratos — Henôsis Autophyês — Hêdonê Akinêtos — Syncrasis Monogenês — Makaria | Bythios — Mixis Agêratos — Henôsis Autophyês — Hêdonê Akinêtos — Syncrasis Monogenês — Makaria | Bythios — Mixis Agêratos — Henôsis Autophyês — Hêdonê Akinêtos — Syncrasis Monogenês — Makaria |  |  |

## Мандеи
У мандеев, чьи священные книги написаны на арамейском языке, эоны — светлые силы: Великий Ум (Мана-Рабба), Жизнь, Тихое Веяние, солнечный бог Сам-Семир, небесный (грозовой) Юша-мин, живущий при хранилищах вод и великих источниках света; небесный Иордан, целитель душ; Знание Жизни (Манда-ди-Хайя), вероятно, соответствующее Софии других гностиков, представляемое иногда в виде всеобъемлющего дерева, совмещающего в себе значение обоих райских деревьев в Библии: древа жизни и древа познания добра и зла. Начальные зоны называются также первая жизнь, вторая жизнь, третья жизнь. Человеческие души суть эманации первой жизни, пленённые тьмой материального бытия. Для избавления их небесные эоны вселяются в избранников, какими были, например, Сиф (Ситиль) и Иоанн Креститель (Яхья), установивший религиозные омовения и погружения, как символ очищения душ в небесном Иордане.

### «Гинза»
Одна из священных книг мандеизма — космологический трактат «Гинза» (Сокровище, или «Сидра Рабба», Великая книга) — даёт три противоречащих друг другу, по мнению авторов ЕЭБЕ, рассказа о сотворении мира. Наименее сложным является следующий: в начале существовала триада «Пира-Рабба» (Великий Плод), «Аяр-Зива-Рабба» (Эфир Великого сияния) и «Мана-Рабба» (Великая пища); последний, Мана, является важнейшим из троицы — царём света, от которого произошло всё. От него произошёл и «Великий Иордан», проникающий весь эфир, царство Аяр-Зива-Рабба. Мана вызвал к жизни «Хаие-Кадмаие» (первичную жизнь) и затем удалился, открываясь только душам самых благочестивых мандеев. Как правящее божество, «Хаие-Кадмаие» служит предметом поклонения; оно произвело многочисленных ангелов («богатства») и «Хаие-Тиньяне» (Вторая жизнь или «Юшамин»), соответствующего израильскому Богу Яхве, которого гностики признавали божеством низшего ранга. Следующей за «Юшамином» эманацией является «Манда-ди-Хайя» (Манда де-Хаие) или «первый человек». «Юшамин» сделал попытку овладеть верховной властью, но попытка его не удалась, и он был изгнан из чистого мира эфира в мир низшего света. «Манда-ди-Хайя» открывался людям, принимая самые различные виды; так, например, он является в виде трёх братьев: Гибил, Шитиель и Анош (библейские Авель, Шет и Енох). Из ангелов наиболее значительным является «Хаие-Телитаие» (Третья жизнь), он же «Абатур» (Отец ангелов). «Хая-Телитаие» сидит на краю мира-света, взвешивая на своих весах деяния духов, восходящих к нему.
Петахиэлю (Птахилю; он же Гавриил) было поручено создать и населить землю. Он же сотворил Адама и Еву, но не сумел вдохнуть в них жизнь. Это сделали Гибил, Шетиель и Анош, вдохнувшие в них от духа самого Мана-Рабба. Гибил передал первым людям веру, поведал им, что сотворил их не Петахиель, а великое божество, стоящее гораздо выше его. Петахиель был изгнан в низший мир, имеющий четыре входа и три ада. В преисподней царствует сам грозный царь Шедун (Асмодей). Облечённый силой Мана-Рабба, Гибил сошёл вниз и создал Руху (Рухайю), мать коварства и обмана, царицу тьмы (Лилит). Руха родила последовательно 7, 12 и 5 сыновей, и все они были унесены в небеса Петахиэлем. Семь — это «высшие» планеты Солнечной системы (в том числе Солнце и Луна); 12 — знаки зодиака, пять — «низшие» планеты нашей системы.